# Pilar Bardem
María del Pilar Bardem Muñoz (ur. 14 marca 1939 w  Sewilli, zm. 17 lipca 2021 w Madrycie) – hiszpańska aktorka filmowa i telewizyjna. Matka Javiera.

## Filmografia
seriale
- 1982: Ramón y Cajal jako Matka de Silveria
- 1999: Condenadas a entenderse jako Fernanda
- 2002: Un Paso adelante jako Nuria
- 2005: Amar en tiempos revueltos jako Elpidia Grande

film
- 1965: El Mundo sigue
- 1975: Ofiara namiętności jako Portera
- 1990: Pod wiatr jako Matka Rosaria
- 1995: Po śmierci o nas zapomną jako Dona Julia
- 2009: Czarodziejka Lili: Smok i magiczna księga jako Surulunda

## Nagrody
Za rolę Dony Julii w filmie Po śmierci o nas zapomną została uhonorowana nagrodą Goya.